# Gonnetot
Gonnetot är en kommun i departementet Seine-Maritime i regionen Normandie i norra Frankrike. Kommunen ligger i kantonen Bacqueville-en-Caux som tillhör arrondissementet Dieppe. År 2022 hade Gonnetot 170 invånare.

## Befolkningsutveckling
Antalet invånare i kommunen Gonnetot
| Referens: INSEE |